# Лаїсі
Лаїсі (ест. Laisi) — село в Естонії, входить до складу волості Міссо, повіту Вирумаа.